# إبحث (سلسلة تلفزيونية)
إبحث هو مسلسل تلفزيوني كوميدي درامي أمريكي عرض على HBO من 19 يناير 2014 إلى 23 يوليو 2016. تم إنشاؤه بواسطة مايكل لانان وإنتاج ديفيد مارشال جرانت وسارة كوندون وأندرو هاي، وهو من بطولة جوناثان جروف وفرانكي جيه ألفاريز وموراي بارتليت ولورين ويدمان ورسل توفي وراؤول كاستيلو. يتبع العرض تجربة ثلاثة أصدقاء مقربين مثليين بشكل علني يعيشون ويحبون الحياة في العصر الحديث في المدينة الأمريكية سان فرانسيسكو.
على الرغم من نجاحه الكبير، إلا أن تقييماته لم تلب توقعات الشبكة، حيث بلغ متوسط نسبة المشاهدة من 1.5 إلى مليوني مشاهد فقط، مما أدى إلى إلغاء العرض بعد موسمه الثاني. طلبت HBO عرضًا خاصًا لمرة واحدة ليكون بمثابة الحلقة النهائية للمسلسل. تم بث الحلقة الخاصة النهائية في 23 يوليو 2016، في الولايات المتحدة على HBO وفي 2 أغسطس 2016، في المملكة المتحدة على Sky Atlantic. في عام 2019، صنفت صحيفة The Guardian موقع البحث ضمن «أعظم 100 برنامج تلفزيوني في القرن الحادي والعشرين».

## فرضية
باتريك موراي، مصمم ألعاب فيديو يبلغ من العمر 29 عامًا، يعيش في سان فرانسيسكو مع أصدقائه - صاحب مطعم طموح دومآ ومساعد الفنان أغوستين. باتريك لديه ميل ليكون ساذج وكان بشكل عام سيئ الحظ في الحب، ولكن الأمور في تغيير حياة باتريك على تلبية بعد بعثة الحلاق ريتشي ووصول رئيسه الجديد، وكيفن جذابة ولكن شراكة. يسعى دوم إلى تحقيق هدفه المتمثل في فتح مطعم خاص به بدعم من زميلته في الغرفة، دوريس، والمساعدة غير المتوقعة من رجل الأعمال الناجح والأكبر في سان فرانسيسكو لين. يكافح اغوستين في التدجين مع صديقه الطويل الأمد فرانك ومهنته الفنية المماطلة، بالإضافة إلى ولعه لتعاطي المخدرات الترفيهية.
يتنقل الرجال الثلاثة في الحياة والعلاقات والأسرة والمهن في العصر الحديث في المدينة الأمريكية سان فرانسيسكو.

## الممثلين والشخصيات

### الأساسية
- جوناثان جروف في دور باتريك موراي، مصمم ألعاب فيديو يبلغ من العمر 29 عامًا [4][5] نشأ في إحدى ضواحي دنفر في عائلة محافظة إلى حد ما واجهته في البداية صعوبة في قبول حياته الجنسية عندما جاء إليهم عيد الشكر مرة أخرى في عام 2005 بينما كان في سنته الثانية بالكلية.
- فرانكي جيه ألفاريز في دور أغوستين لانويز، 31 عامًا، مساعد فنان وصديق باتريك المقرب منذ أيام دراستهما الجامعية في جامعة كاليفورنيا، بيركلي. أجوستين هو في الأصل من كورال جابلز خارج ميامي، وترعرع في منزل أمريكي كوبي ثري، وهو مبتعد بسبب الإساءة العاطفية والجسدية التي عانى منها على يد والده المدمن على الكحول عندما كان طفلاً.
- موراي بارتليت بدور دوم باسالوزو، 39 عامًا، نادل في مطعم ذواقة.[6] نشأ دوم على يد أب أعزب توفي عندما كان دوم في أوائل العشرينات من عمره.
- لورين ويدمان بصفتها دوريس، أفضل صديقة لدوم منذ أيام دراستهما الثانوية في موديستو وشريكته السابقة، والتي تعمل ممرضة (الموسم الثاني، الموسم الأول). نشأ دوريس مع والد كان محبًا جدًا وكذلك أم كانت مسيئة عاطفياً بسبب مرض عقلي.
- راسل توفي بدور كيفن ماثيسون، رئيس باتريك، «عالم ألعاب الفيديو». كيفن لديه مشاعر تجاه باتريك - على الرغم من أنه على علاقة طويلة الأمد مع جون.[7] في الموسم الثاني، أصبح كيفن اهتمام باتريك بالحب الجديد. (الموسم 2، الموسم المتكرر 1)
- راؤول كاستيلو دور ريكاردو «ريتشي» دونادو فينتورا، [8] حلاق واهتمام باتريك الرومانسي بدوام جزئي. (الموسم الثاني، الموسم المتكرر 1) نشأ ريتشي في أسرة مكسيكية أمريكية كبيرة من الطبقة العاملة في سان لياندرو خارج سان فرانسيسكو، وهو بعيد عن والده بسبب رفض والده قبول حياته الجنسية.

### متكرر
- سكوت باكولا في دور لين، رجل أعمال يقيم علاقة مع دوم [6]
- OT Fagbenle مثل فرانك، صديق اغوستين منذ فترة طويلة
- أندرو لو بصفته أوين، زميل عمل باتريك
- بطليموس سلوكم في دور هوغو، زميل دوم (الموسم 1)
- جوزيف ويليامسون في دور جون، صديق كيفن
- دانيال فرانزيس في دور إيدي، [9] اهتمام اغوستين بالحب الذي يتطوع في ملجأ للمشردين للشباب المثليين (الموسم 2)
- كريس بيرفيتي بدور برادي [10] صديق ريتشي الجديد في الموسم الثاني. (الموسم 2)
- بشير صلاح الدين بدور مالك واهتمام دوريس بالحب (الموسم 2)

## إنتاج
أمر HBO موسم ثمانية حلقة الأولى للنظر في 14 مايو، 2013. كتب الطيار مايكل لانان، بناءً على فيلم Lannan القصير لعام 2011 بعنوان Lorimer، وإخراج Andrew Haigh. بدأ التصوير في منطقة خليج سان فرانسيسكو في 16 سبتمبر 2013، وانتهى في 7 نوفمبر 2013. تم عرض الموسم الأول لأول مرة في 19 يناير 2014.
أعلن المبدع مايكل لانان في مقابلة في فبراير 2014 أن الكتاب كانوا يفكرون بالفعل في مادة جديدة للموسم الثاني، إذا حدث ذلك. سرعان ما أيد نيك هول، مدير الكوميديا في HBO، تعليقه، الذي ذكر أن «جمهور البث الأول» ليس هدفهم الرئيسي وأنهم [HBO] «ينظرون إليه طوال الأسبوع، فنحن ننظر إليه عند الطلب، ننظر إلى HBO Go،» وأن كل حلقة من الحلقات كانت تعمل«بشكل جيد».
في 26 فبراير 2014، أعلن HBO أن النظر تم تجديد لموسم ثان. تم عرض الموسم الثاني لأول مرة في 11 يناير 2015.
ألغت HBO المسلسل بعد الموسم الثاني مشيرة إلى الانخفاض الحاد في التصنيفات. بعد الإعلان عن الإلغاء، تم البدء في عريضة عبر الإنترنت تستهدف HBO لمواصلة المسلسل. خططت HBO في النهاية لبث حلقة خاصة على شكل فيلم لإنهاء قصة العرض. كشف ألفاريز في مقابلة مع Vulture أن التصوير كان من المقرر أن يبدأ في سبتمبر 2015 وأن طول النهائي سيكون ساعتين. تم عرض الفيلم لأول مرة في 2 يونيو 2016 في مهرجان فراملاين السينمائي في سان فرانسيسكو وتم بثه في النهاية في 23 يوليو 2016.

## استقبال

### استجابة حرجة
طوال شوطه تبحث اشادة من النقاد الذين أشادوا تلقى أنها نظرة جديدة على الدراما مثلي الجنس تحت عنوان والمشهود لهم اداء الجهات الفاعلة على وجه الخصوص من جروف وTovey. مراجعة موقع التجميع Rotten Tomatoes يشير إلى أن 89 ٪ من النقاد أعطوا الموسم الأول مراجعة إيجابية بناءً على 37 مراجعة، بمتوسط نقاط 7.6 / 10. دول الآراء الموقع: «مضحك دون أن يكون البغيض، ويوفر التطلع الحالات الأصيلة التي تشعر عالمية مع التفاصيل الدقيقة، وأداء أرفع.»  على موقع مجمع المراجعة Metacritic، يحتفظ الموسم الأول بمتوسط 73 ٪ بناءً على 27 مراجعة، مما يشير إلى مراجعات إيجابية بشكل عام. حصل الموسم الثاني على مجموع نقاط 77٪ على Metacritic و 88٪ على Rotten Tomatoes.
منذ أعلن التطلع تم إحالته إلى جانب كل من المجتمع والنقاد في وقت مبكر باسم "نسخة مثلي الجنس" من بنات و الجنس والمدينة. بعد مشاهدة الطيار، قالت إميلي فانديرويرف من نادي AV أن "الاختلافات بين السلسلتين تتجاوز السطح"  ومضى أحد الممثلين الرئيسيين في العرض، جوناثان جروف، ليقول "أن تكون في نفس الوقت" حيث أن تلك العروض مثيرة [...] لكن أسلوب العرض وكتابته وأسلوبه مختلفان للغاية. وسوف يلاحظ الناس ذلك عندما يرونه ".
كيث Uhlich والكتابة ل هيئة الإذاعة البريطانية، ورأى أن تبحث «هو واحد من أكثر مشاهد ثورية في الحياة المثلية في أي وقت على شاشة التلفزيون - وهذا لأنه يجعل من المألوف تماما.»  وصفت سونيا ساريا من Variety الفيلم النهائي بأنه «مؤثر وجميل»،  ووصفه جون فروش من هوليوود ريبورتر بأنه «مشاهدة أساسية».
في 2019، الجارديان المرتبة تبحث بين «أعظم 100 البرامج التلفزيونية في القرن 21».

### التقييمات
وذكر أبحث قد ظهر لأول مرة إلى «بداية بطيئة» من قبل مجموعة متنوعة مع جمهور العرض الأول لل338،000، على الرغم من أنه ذهب لكسب جمهور من 606,000 عندما أدرجت تصنيفات الظهور في. ومع ذلك، تحسنت التصنيفات مع تقدم الموسم. وصلت التقييمات إلى أعلى مستوى في الحلقة السادسة، حيث استقطبت 519 ألف مشاهد،  بزيادة قدرها 50٪ مقارنة بحلقة العرض الأول. اعتبارا من 23 فبراير 2014، وبلغ متوسط التطلع 2000000 المشاهدين أسبوعيا.

### الجوائز
| عام  | جائزة                               | الفئة                                                | المرشح (المرشحين)                                                                         | نتيجة |
| ---- | ----------------------------------- | ---------------------------------------------------- | ----------------------------------------------------------------------------------------- | ----- |
| 2014 | جوائز تلفزيون اختيار النقاد الرابعة | أفضل ضيف أداء في مسلسل كوميدي                        | لورين ويدمان                                                                              | رُشِّح   |
| 2014 | جوائز NALIP                         | جائزة Lupe لأداء الاختراق                            | راؤول كاستيلو                                                                             | فوز   |
| 2014 | جوائز Imagen                        | أفضل ممثل                                            | راؤول كاستيلو                                                                             | رُشِّح   |
| 2014 | جوائز Imagen                        | أفضل ممثل مساعد                                      | فرانكي جيه ألفاريز                                                                        | رُشِّح   |
| 2014 | جوائز Gold Derby TV                 | أفضل ممثل كوميدي                                     | جوناثان جروف                                                                              | رُشِّح   |
| 2014 | جوائز EWwy                          | أفضل ممثل في مسلسل كوميدي                            | جوناثان جروف                                                                              | رُشِّح   |
| 2014 | خارج 100                            | أفضل برنامج تلفزيوني لهذا العام                      | جوناثان جروف </br> موراي بارتليت </br> راسل توفي                                          | فوز   |
| 2014 | جوائز الموقف                        | أفضل برنامج تلفزيوني لهذا العام                      | يبحث                                                                                      | فوز   |
| 2014 | جوائز NewNowNext                    | أفضل مسلسل تلفزيوني جديد                             | يبحث                                                                                      | فوز   |
| 2014 | جوائز NewNowNext                    | أفضل ممثل تلفزيوني جديد                              | جوناثان جروف                                                                              | فوز   |
| 2015 | جوائز دوريان                        | برنامج LGBTQ التلفزيوني لهذا العام                   | يبحث                                                                                      | رُشِّح   |
| 2015 | جوائز دوريان                        | أفضل برنامج تلفزيوني على الإطلاق في العام            | يبحث                                                                                      | رُشِّح   |
| 2015 | جوائز دوريان                        | مدير تلفزيون العام                                   | أندرو هاي                                                                                 | رُشِّح   |
| 2015 | جوائز Artios                        | إنجاز رائع في اختيار الكوميديا التلفزيونية التجريبية | كارمن كوبا </br> نينا هيننجر </br> برنارد تيلسي </br> ويتني هورتون </br> آبي برادي دالتون | رُشِّح   |
| 2015 | جوائز GLAAD الإعلامية               | مسلسل كوميدي رائع                                    | يبحث                                                                                      | رُشِّح   |
| 2015 | جوائز سكرين نيشن للسينما والتلفزيون | أداء الذكور في التلفزيون                             | OT Fagbenle                                                                               | رُشِّح   |
| 2015 | جوائز رؤية ناميك                    | أفضل أداء - كوميدي                                   | راؤول كاستيلو                                                                             | فوز   |
| 2015 | جوائز رؤية ناميك                    | أفضل أداء - كوميدي                                   | فرانكي جيه ألفاريز                                                                        | رُشِّح   |
| 2015 | جوائز Imagen                        | أفضل برنامج تلفزيوني Primetime - دراما               | يبحث                                                                                      | رُشِّح   |
| 2015 | جوائز Imagen                        | أفضل ممثل مساعد                                      | راؤول كاستيلو                                                                             | رُشِّح   |
| 2015 | جوائز Gold Derby TV                 | أفضل ممثل كوميدي                                     | جوناثان جروف                                                                              | رُشِّح   |
| 2015 | جوائز EWwy                          | أفضل ممثلة مساعدة في مسلسل كوميدي                    | لورين ويدمان                                                                              | رُشِّح   |
| 2016 | جوائز دوريان                        | برنامج LGBTQ التلفزيوني لهذا العام                   | يبحث                                                                                      | رُشِّح   |
| 2016 | جوائز دوريان                        | أفضل برنامج تلفزيوني على الإطلاق في العام            | يبحث                                                                                      | فوز   |
| 2016 | جوائز دوريان                        | وايلد فنان العام                                     | أندرو هاي                                                                                 | رُشِّح   |
| 2016 | جوائز GLAAD الإعلامية               | مسلسل كوميدي رائع                                    | يبحث                                                                                      | رُشِّح   |
| 2017 | جوائز GLAAD الإعلامية               | فيلم تلفزيوني رائع أو مسلسل محدود                    | أبحث: الفيلم                                                                              | رُشِّح   |

## بث
تم عرضه لأول مرة على HBO Canada في نفس الوقت مع الولايات المتحدة، مع عرض أستراليا للمسلسل لأول مرة في 20 يناير 2014. في نيوزيلندا، عرض SoHo المسلسل لأول مرة في 23 يناير 2014. عرضت قناة Sky Atlantic في المملكة المتحدة وأيرلندا لأول مرة في 27 يناير 2014،  افتتحت أمام 0.067 مليون مشاهد، وحصلت الحلقة الأعلى تقييمًا على 0.129 مليون للحلقة الثالثة. تم عرض الموسم الثاني لأول مرة في 5 فبراير 2015. تم عرض المسلسل لأول مرة في 6 مايو 2014 على M-Net في جنوب إفريقيا.

## روابط خارجية
- إبحث (سلسلة تلفزيونية) على موقع IMDb (الإنجليزية)
- إبحث (سلسلة تلفزيونية) على موقع ميتاكريتيك (الإنجليزية)
- إبحث (سلسلة تلفزيونية) على موقع روتن توميتوز (الإنجليزية)
- إبحث (سلسلة تلفزيونية) على موقع كينوبويسك (الروسية)
- إبحث (سلسلة تلفزيونية) على موقع ألو سيني (الفرنسية)
- إبحث (سلسلة تلفزيونية) على موقع قاعدة بيانات الفيلم (الإنجليزية)